# 팔십각형
팔십각형(八十角形)은 변이 80개인 다각형이다. 팔십각형의 내각의 합은 14040도이고, 팔십각형의 한 각의 크기는 175.5도이므로, 한 외각의 크기는 4.5도이다.

팔십각형